# Tribune, Kansas
Tribune är administrativ huvudort i Greeley County i Kansas. Enligt 2010 års folkräkning hade Tribune 741 invånare.